# 山崎尭治
山崎 尭治（やまざき たかはる）は、江戸時代中期の交代寄合表向御礼衆。備中国成羽領3代領主。

## 生涯
元禄元年（1688年）4月26日、備中国成羽領2代領主山崎義方の長男として江戸で生まれる。母は近江国仁正寺藩2代藩主市橋政信の娘。市橋家の血統を通じて、先祖に真田昌幸がいる。正室は豊後国森藩4代藩主久留島通政の養女（実は通政の叔父で500石の旗本久留島通迥の娘で通政の従妹に当たる）。義兄には森藩5代藩主久留島光通がいる。尚、この久留島光通はやはり尭治の正室と従兄弟の関係であり、かつ備中国成羽領5代領主山崎義俊の実父にあたる人物でもある。尚、山崎義俊のページでも説明があるが、久留島家とは遠縁に当たる。具体的には、尭治の曾祖父に当たる山崎家治の義弟で旗本池田長頼の正室は、豊後国森藩2代藩主久留島通春の娘であり、尭治の正室は通春の孫娘に当たる。
元禄13年（1700年）11月15日、世継として徳川綱吉に拝謁した。宝永5年（1708年）8月23日、父義方の死去に伴い成羽領5,000石の家督を相続した。翌宝永6年（1709年）6月7日、幕府の許可を得て初めて成羽へのお国入りを果たす。延享2年（1745年）12月18日、江戸にて死去。享年58歳。家督は嫡男の紀盛が病身のため相続出来ず、次男の山崎信盛が相続した。

## 系譜
- 父：山崎義方
- 母：近江国仁正寺藩2代藩主市橋政信の娘
- 正室：豊後国森藩4代藩主久留島通政の養女（実は通政の叔父で500石の旗本久留島通迥の娘）
  - 長男：山崎紀盛（1719-1752）※正室出生の嫡男であったが、病身のため家督を相続することが出来なかった。
- 生母不明の子女
  - 次男：山崎信盛（1728-1758）
  - 長女：旗本（幕府小納戸役）山崎久治正室
  - 次女：公家（右近衛少将）裏辻公風正室
  - 三女：旗本（幕府書院番頭）柴田康平正室